# 써클 (2015년 영화)
"써클"(영어: Circle)은 2015년 공개된 미국의 SF 스릴러 영화다. 2015년 5월 28일 시애틀 국제영화제에서 초연된 후 10월 16일에 VOD로 공개되었다. 영화에서 50명의 사람들이 어두운 방에서 깨어나 특정 시간이 지나면 한 명이 죽게 되는 이야기다.
2024년 6월에 후속작이 발표되었으며 2025년에 개봉될 예정이다.